# Joya Sherrill
Joya Sherrill (* 20. August 1927 in Bayonne, New Jersey; seit 1946 verheiratet als Joya Sherrill Guilmenot; † 28. Juni 2010) war eine US-amerikanische Jazzsängerin, Schauspielerin und Moderatorin.

## Leben und Wirken
Sherrill arbeitete 1942 kurz mit Duke Ellington zusammen und wurde 1944, nachdem sie einen Text zu Take the “A” Train verfasst hatte, für zwei Jahre Mitglied des Duke Ellington Orchestra. Im gleichen Jahr hatte sie einen Hit mit Ellingtons „I’m Beginning to See the Light“. Anschließend arbeitete sie als Solistin, kehrte aber kurz zu Ellington zurück, um mit ihm das Programm A Drum Is a Woman (1956) aufzuführen. 1959 unternahm sie eine landesweite Tournee, bevor sie 1960 eine Rolle in dem Broadway-Stück The Long Dream übernahm. Im gleichen Jahr erschien unter eigenem Namen das Album Sugar and Spice. 1962 war sie mit Benny Goodman auf Tournee in der UdSSR, über die sie im Dokumentarfilm Jazz für die Russen – To Russia with Jazz (2011) berichtete. Sie trat 1963 noch einmal mit dem Ellington Orchester auf. In den 1970ern hatte sie eine Serie „Time for Joya“ im US-Kinder-Fernsehen.

## Auswahldiskografie
- Joya Sherrill Sings Duke (Verve 1965) mit Ray Nance, Cootie Williams, Johnny Hodges, Paul Gonsalves, Ernie Harper, Billy Strayhorn, Joe Benjamin, John Lamb
- Black Beauty, the Duke in Mind